# Pucman Worlds
Pucman Worlds is een videospel voor de platforms Commodore Amiga.
Het spel werd ontwikkeld door Mystic en uitgebracht in 1996. Het spel is een Pac-Man-variant dat maximaal door één persoon gespeeld kan worden.